# Замкова гора (Варва)
Замкова гора — городище 11—13 ст. у смт Варві.

## Розташування
Розташоване на високому лівому березі р. Удай (басейн Дніпра), на північно-західній околиці Варви, в урочищі Замкова Гора. З трьох боків обмежено ярами і схилами тераси.

## Опис городища
Площа городища близько 5 га. Вали і рови з напільного (західного) боку не збереглися. Потужність культурного шару, насиченого матеріалами 11-13 ст., близько 1 м.

## Обстеження і вивчення
Відоме за матеріалами 19 ст. Обстежувалося В. Г. Ляскоронським. На думку ряду вчених, городище є залишками літописного м. Варина, згаданого у «Повчанні Володимира Мономаха своїм дітям».

Нині майдан зайнято садибою учкомбіната.